# مفاتيح اصطلاحية جديدة
مفاتيح اصطلاحية جديدة، معجم مصطلحات الثقافة والمجتمع هو كتاب حرره طوني بينيت ولورانس غروسبيرغ وميغان موريس ونشرته دار بلاكويل للنشر في عام 2005. إنها محاولة لمراجعة نص ريموند ويليامز الرائد عام 1976، المفاتيح الاصطلاحية: مفردات الثقافة والمجتمع.

## مشروع ريموند وليامز
نشر وليامز كتابه "مفاتيح اصطلاحية" عام 1976، وقام بتحديثه في طبعة ثانية عام 1983. كان هدفه الأساسي في كلا الطبعتين هو تجاوز مجرد إنشاء مسرد للمصطلحات، ليجعل منها كيانات ثقافية وتاريخية تتشكل وتتفاعل، وتفتح آفاق المعرفة بين مختلف المجالات. أما محرّرو الكتاب (كتاب ٢٠٠٥)، فقد سعوا إلى إعادة النظر في مشروع وليامز ضمن خطة عالمية طموحة، بمشاركة عدد من الباحثين من مختلف أنحاء العالم، لإعادة تقييم المصطلحات المتعلقة بالثقافة والمجتمع. ونتج عن ذلك هذه الخزانة الموسوعية التي أطلقوا عليها "مفاتيح اصطلاحية جديدة" (صفحة ١٨).

## الترجمة العربية
مفاتيح إصطلاحية جديدة : معجم مصطلحات الثقافة و المجتمع، طوني بينيت ، لورانس غروسبيرغ ، ميغان موريس ؛ ترجمة سعيد الغانمي، الناشر: المنظمة العربية للترجمة / لبنان، ٢٠١٠.